# Quinto Romano

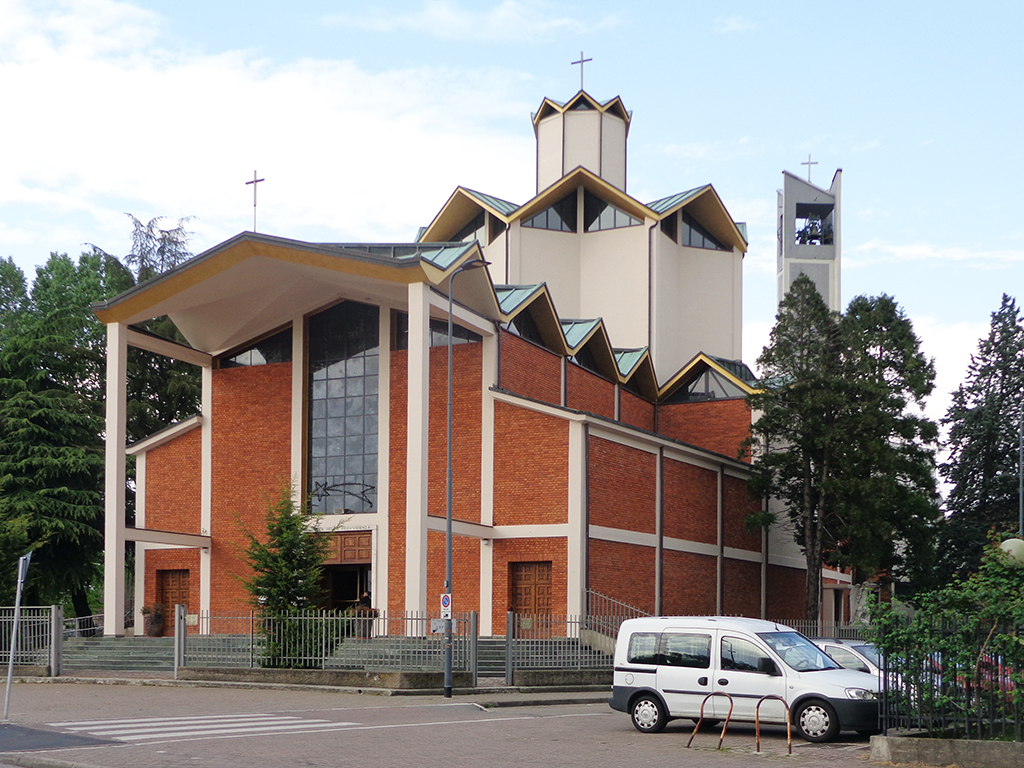
Die Pfarrkirche

Quinto Romano (lombardisch Quint [ˈkwint]) ist ein Stadtteil von Mailand. Er gehört zum 7. Stadtbezirk.

## Geschichte
Das Dorf Quinto Romano gehörte historisch zum Pfarrbezirk Trenno.
1809 wurde per Napoleonischen Dekret die Gemeinde Quinto Romano aufgelöst und nach Figino eingemeindet, die aber schon 1811 auch aufgelöst wurde und mit ihren Ortsteilen nach Settimo eingemeindet. Mit der Wiederherstellung des Österreichischen Herrschafts wurden alle Gemeinden 1816 wieder selbstständig.
An der Gründung des Königreichs Italien (1861) zählte die Gemeinde Quinto Romano 716 Einwohner. Nur wenige Jahre später, 1869, wurde sie in die Gemeinde Trenno eingemeindet. 1923 verlor auch die Gemeinde Trenno ihre Selbstständigkeit und wurde in die Stadt Mailand eingemeindet.